# Charlotte Le Bon

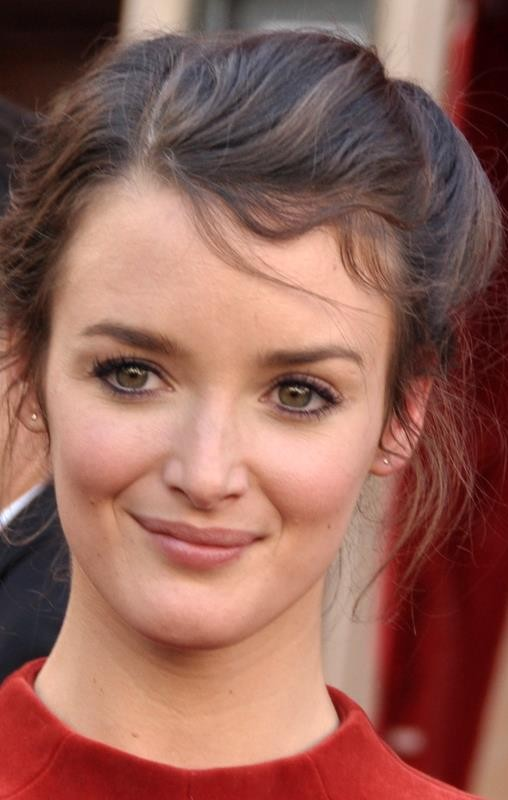
Charlotte Le Bon (2012)

Charlotte Le Bon (* 4. September 1986 in Montreal, Kanada) ist eine kanadische Schauspielerin, Filmregisseurin, Fernsehmoderatorin und Model.

## Leben
Charlotte Le Bon ist die Tochter der Schauspielerin Brigitte Paquette und Stieftochter des Schauspielers Frank Schorpion. Im Alter von 16 Jahren begann sie mit dem Modeln. Mit 19 verließ sie Kanada und lebte als Model unter anderem in Tokio und New York City. Nachdem sie 2011 ihren Modelberuf beendet hatte, zog sie nach Paris, wo sie kurz darauf als Wetteransagerin Miss Météo für die Fernsehsendung Le Grand Journal auf Canal+ gecastet wurde. Sie ersetzte damit die vorherige Miss Météo Pauline Lefèvre.
Kurz nach ihren Fernsehauftritten wurde sie erstmals für Film- und Fernsehrollen gecastet. So spielte sie unter anderem in Filmen wie Asterix & Obelix – Im Auftrag ihrer Majestät und Madame Mallory und der Duft von Curry. 2014 war sie als Victoire Doutreleau, die persönliche Muse von Yves Saint Laurent, in Jalil Lesperts gleichnamiger Filmbiografie Yves Saint Laurent zu sehen. Für ihre Darstellung wurde sie für die Verleihung des französischen Filmpreises César 2015 als Beste Nebendarstellerin nominiert.
Ihr Spielfilmdebüt als Regisseurin mit dem Titel Falcon Lake feierte im Mai 2022 bei den Internationalen Filmfestspielen von Cannes seine Premiere, wo der Film in der Quinzaine des réalisateurs gezeigt wurde. Im Jahr 2018 wurde dort auch Le Bons Kurzfilm Judith Hôtel vorgestellt.
Im Jahr 2023 wurde sie beim 76. Filmfestival von Cannes in die Kurzfilmjury berufen.

## Filmografie (Auswahl)
- 2012: Asterix & Obelix – Im Auftrag Ihrer Majestät (Astérix et Obélix: Au Service de Sa Majesté)
- 2012: La stratégie de la poussette
- 2013: Der Schaum der Tage (L’Écume des jours)
- 2013: Le grand méchant loup
- 2013: La marche
- 2013: Hubert & Takako (Fernsehserie, 3 Folgen, Stimme)
- 2014: Madame Mallory und der Duft von Curry (The Hundred-Foot Journey)
- 2014: Yves Saint Laurent
- 2015: The Walk
- 2016: Operation Anthropoid (Antropid)
- 2016: Bastille Day
- 2016: The Promise
- 2016: Iris – Rendezvous mit dem Tod (Iris)
- 2016: Das Geheimnis der Arktis (Le secret des banquises)
- 2016: Realive
- 2017–2019: Calls (Fernsehserie, 4 Folgen)
- 2019: Berlin, I Love You
- 2020: Cheyenne & Lola (Fernsehserie, 8 Folgen)
- 2021: Warning
- 2022: Fresh
- 2022:  C'est comme ça que je t'aime (Fernsehserie, 6 Folgen)
- 2022: Falcon Lake (Regie und Drehbuch)
- 2024: Niki de Saint Phalle (Niki)
- 2025: The White Lotus (Fernsehserie, Staffel 3)

## Auszeichnungen
Canadian Screen Award
- 2023: Nominierung für die Beste Regie (Falcon Lake)
- 2023: Nominierung für das Beste adaptierte Drehbuch (Falcon Lake)
- 2023: Auszeichnung mit dem John Dunning Best First Feature Film Award (Falcon Lake)[4][5]

César
- 2023: Nominierung als Bester Debütfilm (Falcon Lake)

Internationale Filmfestspiele von Cannes
- 2022: Nominierung für die Caméra d’Or (Falcon Lake)

Vancouver International Film Festival
- 2022: Auszeichnung als Beste Nachwuchsregisseurin (Falcon Lake)